# Cimetière national de fort Snelling
Le cimetière national de fort Snelling est un cimetière national des États-Unis situé à Fort Snelling, juste au sud de Minneapolis dans le comté de Hennepin, au Minnesota. Il est le plus ancien des deux cimetières de l'État. Administré par le département des États-Unis des affaires des anciens combattants, il s'entend sur 436,3 acres (176,6 ha), et en 2017 contenait plus de 225 000 inhumations. Il est inscrit sur le Registre national des lieux historiques en 2016.

## Histoire
Le fort Snelling est un fort de frontière créé la première fois en 1819. Son objectif initial est de maintenir la paix sur ce qui est alors la frontière de l'Ouest. Au cours de la guerre de Sécession, il sert en tant que camp de recrutement de la région pour les volontaires du Minnesota. Le cimetière est officiellement créé en 1870.
En 1937, les citoyens de St. Paul demandent au Congrès la construction d'un cimetière national dans la région. Deux ans plus tard, le nouveau tracé est consacré, et les sépultures du cimetière du poste d'origine sont déplacées. En 1960, la base aérienne de fort Snelling libère 146 acres (59,1 ha) pour le cimetière ; 177 acres (71,6 ha) supplémentaire sont acquis en 1961, portant le cimetière à sa taille actuelle.
Il existait une tradition consistant à placer un drapeau sur chaque tombe lors du Memorial Day, mais lorsque la taille du cimetière a augmenté, le personnel a été contraint de l'abandonner. En 2017, l'organisation à but non lucratif Flags for Fort Snelling (drapeaux pour le fort Snelling) a tenté de faire revivre cette tradition.

## Inhumations notables
- Récipiendaire de la médaille d'honneur
  - Second lieutenant Donald E. Rudolph, Sr., U.S. Army, pour son action lors de la bataille de Luçon pendant la Seconde Guerre mondiale.
  - Capitaine Richard E. Fleming, USMC, pour son action à Midway lors de la Seconde Guerre mondiale. (Pierre tombale commémorative seulement, le corps n'a jamais été retrouvé)
  - Soldat de première classe Richard E. Kraus, USMC, pour son action à Peleliu lors de la Seconde Guerre mondiale.
  - Soldat de première classe James D. LaBelle, USMC, pour son action lors de la bataille d'Iwo Jima lors de la Seconde Guerre mondiale.
  - Capitaine Arlo Olson, US Army, pour action en Italie lors de la Seconde Guerre mondiale.
  - Sergent d'état major Robert J. Pruden, U.S. Army, pour son action lors de la guerre du Viêt Nam.
  - Premier lieutenant Richard K. Sorenson, USMC, pour son action à Kwajalein lors de la Seconde Guerre mondiale.
  - Capitaine George H. Mallon, U.S. Army, pour ses actions en France lors de la Première Guerre mondiale.
  - Matelot machiniste de première classe Oscar F. Nelson, U.S. Navy, pour son héroïsme à bord de l'USS Bennington en tant de paix.
- Autres
  - Johnny Blanchard, joueur de baseball
  - Thomas Edward Burnett, Jr, passager du Vol 93 United Airlines.
  - Bob Casey, présentateur de baseball.
  - Frank Eugene Hook, membre du Congrès des États-Unis, vétéran de la Première Guerre mondiale.
  - Dr C. Walton Lillehei, connu comme le « père de la chirurgie à cœur ouvert moderne ».
  - Caporal Charles W. Lindberg, dernier survivant des Marines qui ont lever le drapeau sur Iwo Jima pendant la Seconde Guerre mondiale.
  - Ernest Lundeen, membre du Congrès des États-Unis.
  - John Mariucci, coach de hockey, membre du Hall of Fame du hockey des États-Unis.
  - Bruce P. Smith, joueur de football de 1941, vainqueur du trophée Heisman.
  - David C. Sutherland III, artiste de jeu[2].
  - Commandant Tim Vakoc, aumônier de l'US Army blessé mortellement à Mossoul lors de la guerre d'Irak.
  - Soldat Tracie McBride, victime de viol et de meurtre[3]
- Le cimetière contient une tombe de guerre du Commonwealth britannique, aviateur de la Royal Canadian Air Force de la Seconde Guerre mondiale[4].